# Georges Guétary
Georges Guétary (ur. 8 lutego 1915 w Aleksandrii, zm. 13 września 1997 w Mougins) – francuski pieśniarz i aktor.